# Becky Smith
Becky Smith (n. 3 iunie 1959, Vancouver, British Columbia, Canada) este o înotătoare ce a reprezentat Canada, medaliată olimpică. A participat la o ediție a Jocurilor Olimpice (1976) în care a câștigat 3 medalii de bronz.